# Mistrzostwa Świata Juniorów w Snowboardzie 2002
Mistrzostwa Świata juniorów w Snowboardzie 2002 – szóste mistrzostwa świata juniorów w snowboardzie. Odbyły się w dniach 5–7 kwietnia 2002 roku w fińskim Rovaniemi.

## Wyniki

### Mężczyźni
| Konkurencja       | Data       | Złoto              | Srebro         | Brąz              |
| Gigant równoległy | 5 kwietnia | François Boivin    | Rudy Galli     | Meinhard Erlacher |
| Snowcross         | 7 kwietnia | Francesco Sandrini | Janne Keinänen | François Boivin   |
| Halfpipe          | 6 kwietnia | Steven Fischer     | Sergio Berger  | Mathieu Crepel    |

### Kobiety
| Konkurencja       | Data       | Złoto              | Srebro           | Brąz          |
| Gigant równoległy | 5 kwietnia | Heidi Krings       | Michelle Gorgone | Marion Insam  |
| Snowcross         | 7 kwietnia | Lindsey Jacobellis | Tanja Uhlmann    | Corinne Mottu |
| Halfpipe          | 6 kwietnia | Hannah Teter       | Heidi Kurkinen   | Audrey Achard |

## Tabela medalowa
| Lp. | Państwo           | złoto | srebro | brąz | Suma |
| --- | ----------------- | ----- | ------ | ---- | ---- |
| 1   | Stany Zjednoczone | 3     | 1      | 0    | 4    |
| 2   | Włochy            | 1     | 1      | 2    | 4    |
| 3   | Francja           | 1     | 0      | 3    | 4    |
| 4   | Austria           | 1     | 0      | 0    | 1    |
| 5   | Szwajcaria        | 0     | 2      | 1    | 3    |
| 6   | Finlandia         | 0     | 2      | 0    | 2    |